# Alchemilla mildbraedii
Alchemilla mildbraedii é uma espécie de rosácea do gênero Alchemilla, pertencente à família Rosaceae.